# Mockfjärd
Mockfjärd is een plaats in de gemeente Gagnef in het landschap Dalarna en de provincie Dalarnas län in Zweden. De plaats heeft 1935 inwoners (2005) en een oppervlakte van 352 hectare.

## Verkeer en vervoer
Bij de plaats loopt de E16.
De plaats heeft een station aan de spoorlijn Repbäcken - Särna.